# Might & Magic X: Legacy
A Might and Magic X: Legacy egy 2014-ben megjelent számítógépes szerepjáték, a Might and Magic-sorozat tizedik tagja. Ellentétben a korábbi részekkel, ezt egy új fejlesztőcsapat, a Limbic Entertainment készítette, és a Ubisoft adta ki. A játék nem a Might and Magic IX folytatása és azzal még csak nem is egy világban játszódik, hanem helyette a Might and Magic Heroes VI cselekményét viszi tovább, Ashan világában. A játék egyfajta ötvözete az ezt megelőzően kijött összes epizódnak. A korábbi részekkel ellentétben ez hivatalos magyar fordítást kapott, Deluxe változatát pedig díszdobozban adták ki.

## Játékmenet
A játék elején négy karaktert generálhatunk, akik különböző fajúak lehetnek: ember, ork, törp és tünde. Valamennyi karakter esetében három karakterosztályt választhatunk induláskor: a "Might", a "Magic", és a hibrid osztályt, amely eldönti, hogy az adott karakter milyen képzettségekkel kezd neki a játéknak. Ezeket szintén a karaktergeneráláskor skill pontok szétosztásával fejleszthetjük, illetve szintlépésekkor is további skill pontokat kapunk. Ellentétben a korábbi epizódokkal a szintlépéshez nem kell meglátogatnunk egy kiképzőt és fizetnünk sem kell érte. Hat új statisztikai érték is van, amelyek szintlépésekkor fejlődhetnek: az erő, a mágia, az érzékelés, a végzet, a vitalitás, és a lélek. Szintlépésünket ereklyék megtalálásával is felgyorsíthatjuk.
Az előző epizódokhoz hasonlóan itt is vannak előléptető küldetések, de csak egy minden osztálynak. További megkötés, hogy az előléptetést immár csak az a karakter kaphatja meg, akire vonatkozik (tehát nincs tiszteletbeli szint), és ha nincs a csapatunkban olyan, aki megkaphatná azt, akkor a küldetést már fel se lehet venni.
A játéktéren való haladás terén a fejlesztők egészen a Might and Magic V-ig nyúltak vissza. Ugyan a környezet teljes egészében háromdimenziós, és hatalmas területeket lehet bejárni, karaktereink egy képzeletbeli rácsozaton haladnak, a játékbeli idő pedig attól függően telik, hogy lépnek-e egyet vagy sem. Gyakorlatilag ez azt jelenti, hogy a játékos mozgása kötött. Ennek megfelelően a harcok esetében is megszűnt a valós idejű küzdelem, most már minden csata körökre osztott, és csak azt a lényt lehet megütni, amelyik az éppen előttünk lévő képzeletbeli rácsozatponton tartózkodik. Átlósan nem lehet ütni, távolsági fegyverekkel viszont meg lehet sebezni a közeledő ellenfelet. Harc közben lehet mozogni, amíg mellettünk egyetlen olyan szomszédos mező sincs, amelyiken állna ellenség. Újítás, hogy bizonyos tereptárgyak, objektumok segíthetnek nekünk csata közben.
A képzettségek rendszere nagyjából ugyanaz maradt, mint amit a Might and Magic VI-ban bemutattak. Ugyanúgy fegyverekre, páncélzatra, varázslatokra és egyebekre oszlik szét és ugyanúgy karakterosztályhoz kapcsolódó megkötésekkel számolhatunk, ha Expert, Master, vagy Grandmaster szintre akarjuk azokat fejleszteni. A fejlődéshez meg kell találnunk az adott jártassági szintre minket kiképző tanítót – ha ezt nem tesszük meg, most már az adott képzettség szintje sem növelhető tovább addig.
Visszatérnek a csapathoz csatlakozó követők is, itt viszont, ellentétben a Might and Magic IX-cel, nem harcolnak velünk együtt, hanem csak képzettségeikkel segítenek minket. Egyszerre kettőt vehetünk fel a csapatunkba, és csatlakozásukért a zsákmányolt pénz meghatározott százalékát kérik. Néhány követő küldetésekhez kapcsolódik, így egészen addig velünk tart, amíg nem teljesítettük azt.
Azzal, hogy a játék cselekményét új világba, Ashanba helyezték, a sci-fi elemek teljes egészében eltűntek, néhány utalástól eltekintve, amelyek az előző részekre is vonatkoznak (például az induló város, Sorpigal-by-the-Sea neve). Mostantól az egész csapat egyetlen tárgytárolót használ, ellentétben a korábbi részekkel, amikor is mindegyik karakternek megvolt a sajátja. Az új varázslatok elsajátításának módját is megváltoztatták: immár nem megvásárolható vagy begyűjthető varázskönyvekből, hanem könyvtárakban lehet ezeket megtanulni, és csak akkor, ha a megfelelő képzettségi szinttel rendelkezünk. A korábbi játékokban szereplő Body Magic, Spirit Magic, és Mind Magic típusok eltűntek, helyettük Prime néven került bevezetésre egy új.
A kényelmesebb játékot szolgálják az olyan újítások, mint az eszköztár, ami gyorsbillentyűk használatával lényegesen meggyorsítja egy adott tárgyhoz vagy varázslathoz való hozzáférést. A küldetésekkel való haladásunk is részletesebben követhető az új naplóban, ahol helyet kapott egy bestiárium az általunk ismert lényekről, illetve rengeteg háttérinformáció a játék világáról.
A fejlesztés korai fázisában lehetőség volt a játék modolására is, azaz a játékosok saját maguk gyárthattak volna tartalmat a játékhoz, azonban ezt a lehetőséget a Unity grafikus motorhoz kapcsolódó felhasználási megkötések miatt végül kivették.

## Cselekmény
A játék túlnyomórészt az Agyn-félszigeten játszódik, amely Thallan kontinensének része, mely Ashan világában található. A cselekmény pár évvel a Might & Magic Heroes VI eseményei után kezdődik, amikor is Karthal városa, amely a Szent Sólyom Birodalomhoz tartozik, elszakadási szándékát fejezi ki. Ezen kívül a félszigeten három nagyobb város található, hatalmas síkságok, mocsárvidékek, pusztaságok, partvidéki öblök, hegyvidékek, sűrű erdők, és egy hatalmas földalatti város. A játék kezdetén Karthalban nyugtalanság veszi kezdetét, melynek vége egy politikai puccs lesz.
Sorpigal-by-the-Sea városába érkezik a kalandozócsapat hajóval és egy fontos küldetéssel: Karthalba tartanak, hogy egykori mentoruk hamvait nyugodtan eltemethessék. A hajóról épphogy csak leszállnak, mikor egy Dunstan nevű illető szólítja le őket, hogy a várost bizonytalan időre lezárták. Míg arra várnak, hogy beléphessenek, segítenek megoldani a városka kisebb-nagyobb problémáit. Lenyűgözvén az őrség parancsnokát, az Portmeyron kastélyába küldi őket a félsziget új kormányzójához, Jon Morganhez. Mikor odaérnek, akkor látják, hogy zsoldosok és brigantik ostromolják a kastélyt. Miután megmentik a kormányzót, az arra kéri őket, hogy vizsgálják ki az elmúlt időszakban megszaporodott furcsa jelenségeket.
Elsőnek a sötét tündék jelenlétét vizsgálják ki az Elementális Kohónál – ez egy ősi szerkezet a félsziget közepén, melyben elementálok laknak. Miközben az egyikkel harcolnak, az láthatóan valamilyen ismeretlen erő hatása alatt áll, amelytől felszabadul, miután legyőzik. Morgan ezután a Seahaven melletti erdőbe küldi őket, hogy találkozzanak Lord Kilburnnel – a segítségét kell kérnünk egy kézírás beazonosításához, amit Portmeyron ostroma után találtak. Morgan békét szeretne kötni a kalózkirállyal, Crag Hackkel is, így hozzá is elküldi a csapatot. Kilburntől megtudják, hogy Montbard, a félsziget korábbi kormányzója rendelte el a támadást Portmeyron ellen, aki most a földalatti Elveszett Városban tanyázik, itt kell hát legyőzniük. De Montbardnak valamiből fizetnie kellett a támadó zsoldosokat, ezért a csapatot Karthalba küldi, hogy keressék meg Falagart, aki titokban neki kémkedik. Sikerül bejutniuk a városba a csatornarendszeren keresztül, épp mikor a városka ismét megnyitja kapuit, s ismét találkoznak Dunstannal.
Miközben Falagart keresik, találkoznak egy Hamza nevű illetővel, aki most az ellenállást vezeti a városban Markus Wolffal szemben. Wolf emberei, a Fekete Őrség fogságba ejtették Falagart, így ki kell szabadítaniuk. Ekkor tudják meg, hogy Dunstan is benne volt a puccsban, de nem egyértelmű, hogy miért. Morgan ezért azt kéri, hogy nyomozzanak egy kicsit utána, és Shivához, Dunstan régi barátjához indulnak. Shiva felfedi, hogy ő és Dunstan 12 évvel korábban tagjai voltak egy fosztogatócsapatak, amelyik belépett az Ezer Rettegés Sírjának nevezett helyre, ahol valami szörnyűség történt és csak ők ketten maradtak életben. Útjaik elváltak ugyan egymástól, de Dunstan szemmel láthatóan megváltozott.
A kalandorcsapat a sírhoz megy, ahol azonban bezárja őket egy sötét tünde, akivel a Kohónál már találkoztak. A sírban furcsa lényekkel, sötét tündékkel találkoznak, és Dunstan holttestével. Ez alapján egyértelművé válik, hogy az igazi Dunstan meghalt, amikor feltörték a Ferobos nevű Arctalant csapdában tartó pecsétet. Erobost az ősi háborúk után saját fajtája börtönözte be, most pedig, hogy kiszabadult, megölte Dunstant, felvette a személyazonosságát, és a bosszún járt az esze. Hamar kiderül, hogy az a célja, hogy háborút robbantson ki a félszigeten, és ebben segítségére van Salvin, a sötét tünde, akivel többször is találkozott már a csapat.
A visszatéréskor kiderül, hogy Morgan lányát, Annt elrabolta Markus azért, hogy hagyja őt békén – de ezzel az ellenkező hatást váltotta ki, mert minket küld el Crag Hackhez segítséget kérni. Crag Hack felajánlja segítségét és megostromolja a várost, ahol a kalandorcsapatnak módja nyílik végezni Salvinnal. Ezután Markusszal kell megküzdeniük a Karthal alatt található titokzatos földalatti városban. Időközben Crag Hackkel végez Erobos, akiről kiderül, hogy ő befolyásolta Markust, hogy visszavágjon a Sólyom Császárnőnek, és ő őrjítette meg Montbardot is, aki emiatt azt képzelte, hogy démonok árasztják el a félszigetet. Erobos azért segített a csapatnak, hogy méltó ellenfelet találjon magának – csak azzal nem számolt, hogy a kalandorcsapat az egész birodalmat egyesíteni tudta ellene. A végső csatában aztán legyőzik őt és ezzel újra béke köszönt be a félszigeten.

## Fejlesztés
2013. március 15-én a hivatalos Might and Magic weboldalon megjelent egy rövid videó, amely egy új epizód közeli megjelenésére utalt. Egy héttel később a Ubisoft hivatalosan is bejelentette, hogy készül az új epizód, rácshálózatra épülő játékmenettel, amilyen az első öt rész is volt. A bemutató trailerben Sheltem (az első öt rész főgonosza) hangja is hallható.
Noha a fejlesztők kijelentették, hogy a játék nem igényel majd állandó internetkapcsolatot, a játék használatához szükséges a Uplay rendszerben történő egyszeri aktiváció, melyen keresztül a jövőbeli frissítéseket és esetleges bónusz tartalmakat ígérték.
2013 júniusában bejelentették, hogy a Limbic Entertainment és a Ubisoft Chengdu közösségi fejlesztésként készíti a játékot. 2013 augusztusában bétaverzióban az 1. fejezet elérhetővé vált, és a közösség visszajelzései alapján a fejlesztők néhány módosítást hajtottak végre. A modolási lehetőség ekkor került ki véglegesen a játékból, miután arra csak a játék motorját alkotó Unity 3D Pro változatának licenszelésével lett volna lehetőség.
A játék 2014. január 23-án jelent meg, a megjelenést követő másnapon a fejlesztőket Redditen lehetett kérdezni. Március 27-én váratlanul bejelentették, hogy a játékhoz nem készül több frissítés – emiatt azonban több kijavítatlan bug is benne maradt. A Ubisoft 2015-ben engedte el véglegesen a játékot, amikor a hivatalos oldalról eltüntették a közösségi fejlesztés aloldalát, illetve minden, a megjelenést megelőzően a fejlesztéssel kapcsolatosan megjelentetett cikket.
2021. június 1-jén a Ubisoft több játékának, így ennek is, megszüntette az online szolgáltatásait. Habár a játék alapvetően egyjátékos, mégis szüksége van a Uplay rendszeren keresztül egy egyszeri bejelentkezésre, másolásvédelmi okokból. Azzal, hogy a szervert leállították, a játék többé nem engedi tovább a játékost az első fejezeten. A játékosok találtak rá egy megoldást, hogyan lehet manuálisan kicselezni ezt az ellenőrzést, így a játék továbbjátszható, azonban a "The Falcon & The Unicorn" névre hallgató DLC továbbra is működésképtelen és elérhetetlen.

## Kritikák
A játék vegyes értékeléseket kapott. A Metacritic-en 71 százalékon állt, a PC Gamer kritikusa szerint viszont a látható alacsony költségvetés és az ősrégi játékmechanika visszahozása érdekében hozott áldozatok ellenére egész szórakoztató. A Joystiq kritikusa szerint a karakterosztályok végre kiegyensúlyozottak lettek, az előző részek hullámzó nehézségi szintjével szemben. A Game Informer szerint a retró-stílus nehezen állja meg a helyét egy olyan világban, ahol a játékmechanika egyre egyszerűsödik. A GameSpot a játék történetének kidolgozatlanságát emlegeti fel negatívumként, többen pedig a Uplay rendszerébe való kötelező regisztrációt.
A PC Guru tesztje szerint a harcok repetitívek és egy idő után unalmasak, a retró-élmény csak a régi játékosok számára teszi vonzóvá a programot, és a Unity grafikus motor is bosszantó szaggatást és hibákat képes produkálni. Ennek megfelelően tényleg csak rajongóknak ajánlják. A GameKapocs kritikája is a szaggató grafikát rója fel, valamint az idegesítő és sokszor változó minőségű hangeffekteket, a játék legnagyobb hibájának az alacsony költségvetést róva fel. A GameChannel ítésze szerint a játék rendkívül szórakoztató és addiktív, de a tengernyi hiba miatt félkész játék benyomását kelti.

## Fordítás
- Ez a szócikk részben vagy egészben  a   Might and Magic X: Legacy című angol Wikipédia-szócikk ezen változatának fordításán alapul.  Az eredeti cikk szerkesztőit annak laptörténete sorolja fel. Ez a jelzés csupán a megfogalmazás eredetét és a szerzői jogokat jelzi, nem szolgál a cikkben szereplő információk forrásmegjelöléseként.